# 石溪公園 (科羅拉多州)
石溪公園（英語：Rock Creek Park）是位於美國科羅拉多州艾爾帕索縣的一個人口普查指定地區。

## 地理
石溪公園的座標為38°42′11″N 104°50′09″W / 38.70306°N 104.83583°W，而該地最高點為海拔高度1909米（即6263英尺）。

## 人口
根據2010年美國人口普查的數據，石溪公園的面積為0.69平方千米，當中陸地面積為0.69平方千米，而水域面積為0.00平方千米。當地共有人口58人，而人口密度為每平方千米84人。